# انجمن نجات
انجمن نجات یک سازمان غیردولتی است که توسط جمعی از اعضای سابق «سازمان مجاهدین خلق ایران» تشکیل شده‌ است. هدف از تاسیس آن، شناسایی ماهیت واقعی سازمان مجاهدین خلق برای برقراری ارتباط میان اعضای این سازمان و خانواده‌های آن‌ها و همچنین کمک به جدایی این اعضا از سازمان است.
انجمن نجات با برگزاری همایش‌ها، حضور در جوامع بین‌المللی در جهت معرفی ماهیت سازمان مجاهدین خلق و برپایی تجمع‌های متفاوت در ایران و عراق، برای شناسایی اهداف خود تلاش کرده است که حاصل آن، جدایی بسیاری از اعضای ناراضی سازمان مجاهدین خلق و بازگشت آن‌ها به خانه‌هایشان است.
از دیگر فعالیت‌های این انجمن، پیگیری وضعیت سلامت و ارسال پیام‌ به خانواده‌های اعضای سازمان مجاهدین خلق و سازمان‌های بین‌المللی «حقوق بشر»، «هلال احمر» و «صلیب سرخ» می‌باشد.
یکی از اعضای سازمان مجاهدین و از مسئولین اعدام آن سازمان، با انتشار کتابی با نام انجمن نجات رژیم در سال ۱۳۸۴ سعی داشت از تجمع خانواده‌ها و جدایی بیشتر اعضای سازمان مجاهدین خلق، که پس از جنگ عراق در قرارگاه اشرف در وضعیت بدی به سر می‌بردند، جلوگیری کند. (اما خروج ناراضیان از این سازمان همچنان ادامه دارد)
گزارش‌های رسیده از وضعیت اعضای این سازمان بر اخراج آنها از قرارگاه اشرف حکایت دارد و خانواده‌های اعضای سازمان که عموماً بستگان خود را سال‌ها ندیده‌اند، با حضور در مراکز انجمن نجات در استان‌های مختلف ایران، تقاضای استمداد و یاری دارند.
انجمن نجات در سفرها و بازدیدهایی که با مسئولان سیاسی کشورهای مختلف دارد، اهداف خود را برای آن‌ها تشریح می‌کند.
ده فرد ناشناس در قرارگاه اشرف در اسارت هستند. اخراج آنها از عراق که بنا بر منابعی ناشی از خواست مردم عراق مبنی بر اخراج اعضای این سازمان است، صورت گرفته ‌است. 
اعضای این سازمان تمایل دارند به ایران بازگردند و انجمن نجات سعی در فراهم کردن تسهیل امکان ورود این افراد به ایران را دارد.